# Гулиев, Эльчин Муса оглы
Эльчин Муса оглы Гулиев (азерб. Elçin Musa oğlu Quliyev) — азербайджанский режиссёр театра и кино, продюсер, сценарист, заслуженный деятель искусств Азербайджана (2016). Член Союза кинематографистов Азербайджана, член Европейской киноакадемии, член Союза документалистов Турции, а также основатель Общества поддержки развития документальных фильмов и авторского кино в Азербайджане.

## Биография
Окончил «Режиссёрский факультет» Азербайджанского государственного университета искусств и культуры, а также ГИТИСа, где его педагогом был Народный артист СССР Марк Анатольевич Захаров.
Родился в Баку, 11 июля 1966 года в семье доктора исторических наук, писателя, профессора Мусы Гулиева.
Творческую деятельность начал и ныне продолжает в Киностудии «Азербайджанфильм» им. Джафара Джаббарлы, также «Студии художественных и документальных фильмов» Азербайджанского Государственного Телевидения и Радио.
Является автором и режиссёром более 80 документальных и художественных фильмов. Участник и победитель различных международных кинофестивалей, обладатель множества наград республиканского и международного значения. Наибольшее признание режиссёру принесли фильмы: «40-я дверь» снятый в 2008году и «Набат» снятый в 2014 году.
Как пишет Владимир Малашев, фильмы Эльчин Мусаоглу стали заметным явлением в кинематографии. На 42 Международном Хьюстонском фестивале в 2009 году работа режиссёра «40-я дверь» получила награду «Gold Remi Award. Foreign» в номинации «За лучший иностранный фильм». А в 2014 году его «Набат» был включен в лонг-лист премии «Оскар» в номинации «Лучший фильм на иностранном языке». В статье об Азербайджане в Большой российской энциклопедии К. Д. Церетели называет фильм «40-я дверь» в числе фильмов, свидетельствующих о преодолении кризиса постсоветского азербайджанского кино.
Питер Дебрюж (кинокритик еженедельника «Variety») писал:
«40-я дверь это не голливудский рассказ „из грязи в князи“, а сжатая неореалистическая история в духе Витторио Де Сика, и мощных иранских фильмов десятка лет назад. В этой истории есть чересчур знакомое нам, но одновременно с этим, это необычайно свежо и свободно от всякого рода клише. Трогательная картина со скромным веянием артхауса.

В 2014 году на 63-м Международном кинофестивале İnternational Filmfestival Mannheim-Heidelberg фильм «Набат» получил сразу три награды: 
Международное независимое жюри удостоило картину награды "Mannheim-Heidelberg Award" за лучшее повествование человеческой стойкости в столь трогательной и универсальной форме. Также международное независимое жюри удостоило фильм награды международных кинокритиков - "International Film Critics' Prize". Наряду с этим, международное жюри из Франции, Германии, Швейцарии и Австрии удостоило азербайджанский фильм награды экуменического жюри - "Ecumenical Jury Award".
В октябре 2024 года фильм «Марьям» будет показан на Международном антальском кинофестивале.

## Деятельность
Эльчин Мусаоглу является основателем компании «Sinema Evi». Одной из последних реализаций компании «Sinema Evi» стал фильм «Марьям», снятый в 2021 году совместно с киностудией «Азербайджанфильм» и ТRT TV (Турция). 
Режиссёр периодически выступает в составе жюри на различных международных кинофестивалях. 
В 2017 году режиссёр создал клуб молодых кинематографистов, где собирается большое количество молодых специалистов, получивших образование в разных странах мира, а также любителей кино. 
В 2021 году был председателем жюри XVII Казанского международного фестиваля мусульманского кино. 
Эльчин Мусаоглу является директором студии художественных и документальных фильмов Азербайджанского телевидения. 
Преподаёт на факультете «Режиссура кино» Азербайджанского государственного университета культуры и искусств.

## Награды

### За фильм «Стеклянные игрушки»
2006 — Al Jazeera International Television Production Festival — (Победа «The Golden Award»).

### За фильм «40-я дверь»
- 2009 — The 42nd Houston International Film Festival (Победа Gold Remi Award. Foreign);
- The 11th Baku «East-West» International Film Festival (Победа Best Debut Award);
- 2009 — XIV International TV Festival Bar Montenegro (Победа 1. Silver Olive, 2. Best Directing, 3. Best Photography Awards);
- 2009 — 19th Cottbus International Film Festival (Победа 1. The Prize of the Ecumenical Jury a Special Mention, 2. The International Film Guide Inspiration Award);
- 2010 — Tiburon International Film Festival (Победа Federico Fellini Award);
- 2010 — The 6th Eurasia International Film Festival Almaty (Победа Juri Netpac Award);
- 2010 — New York Eurasian Film Festival (Победа Best Script).

### За фильм «Набат»
- 71st Venice International Film Festival, Italy Aвгуст — Сентябрь 2014. «Orizzonti Competition»
- Milan Film Festival, Italy Le vie del cinema I film di Venezia a Milano. Сентябрь , 2014.
- 50th Chicago International Film Festival, USA Октябрь, 2014. «World Cinema Program»
- 38th São Paulo International Film Festival, Brazil Октябрь, 2014. «Competition Section»
- 27th Tokyo International Film Festival, Japan Октябрь, 2014. «Main Competition Section»
- 63rd International Filmfestival Mannheim-Heidelberg, Germany Ноябрь, 2014. «Competition Section»
- 18th Tallinn Black Nights Film Festival, Estonia Ноябрь , 2014. «Forum / Focus on hot topics»
- 45th International Film Festival of India, Goa Ноябрь 20-30, 2014. «Competition Section»
- 14th Marrakesh International Film Festival, Morocco Декабрь 5-13, 2014. «Competition Section»
- 26th Palm Springs International Film Festival, USA Январь, 2015. «Awards Buzz» lineup
- 13th Pune International Film Festival, India Январь, 2015. «World Competition Section»
- 27th Tokyo International Film Festival, Lineup, Japan Февраль 28, 2015
- Aga Khan Museum, Toronto, Canada Март 18, 2015.
- 34th Istanbul International Film Festival, Turkey Апрель, 2015. «New Visions Section»
- 33rd Fajr International Film Festival, Iran Апрель — Май, 2015. «Eastern Panorama» Competition Section
- 26th Ankara International Film Festival, Turkey Апрель — Май, 2015.
- Tripoli Film Festival, Lebanon Апрель — Май, 2015 «Competition Section»
- 9th Five Lakes Filmfestival, Bavaria, Germany Июль — Август, 2015. «Main Competition Section»
- 11th Eurasia International Film Festival, Almaty, Kazakhstan Сентябрь, 2015. «Competition Section»
- 4th LET’S CEE Film Festival, Vienna, Austria Октябрь, 2015. «Competition Section»
- 16th Arabisches Film Festival, Tübingen, Germany Октябрь, 2015. «Islamic and Oriental» Countries
- 3rd Boğaziçi Film Festival, Turkey Ноябрь. 2015

### Награды
- Mannheim-Heidelberg Award Mannheim-Heidelberg International Filmfestival
- International Film Critics’ Prize Mannheim-Heidelberg International Filmfestival
- Prize by the Ecumenical Jury Mannheim-Heidelberg International Filmfestival
- Special Mention Award Pune International Film Festival
- Best Director Fajr International Film Festival
- Best Film Tripoli Film Festival, Lebanon
- Best director Eurasia International Film Festival
- Best Performance by an Actress Eurasia International Film Festival
- Best Performance by an Actress LET’S CEE Film Festival
- Best Performance by an Actress Bosphorus Film Festival

## Фильмография
- 1994 — «Qatil»
- 1995 — P. S.
- 1996 — Valın üçüncü üzü
- 1997 — Qum dənəsi
- 1997 — Səyyahın gündəliyi
- 1999 — Rüstəm haqqında
- 1998 — Söz uşaqlara verilir
- 2000 — Hər şey olduğu kimi
- 2000 — Günəş və bulud
- 2000 — İsmixan Rəhimov
- 2000 — Küyçü Həmid
- 2000 — O quzeylər
- 2000 — Tofiq Bakıxanov
- 2001 — Bir qəlbin iki dastanı
- 2001 — Gəmiqaya
- 2001 — Havalansın Xanın səsi
- 2001 — Qaya
- 2001 — Mingəçevir
- 2001 — Rəşid Behbudov
- 2001 — «Ruhun rəngləri». Nərminə Vəliyeva
- 2001 — Şəfiqə Baxşəliyeva
- 2001 — Usta Rəşid
- 2002 — Basqal
- 2002 — Fotoqraf
- 2002 — Gözümün İşığı
- 2002 — Gülağa Məmmədov
- 2002 — Lütfiyar İmanov
- 2002 — Maestro
- 2002 — Mariya Titorenko
- 2003 — Durnalar qayıtdı
- 2003 — Firəngiz Əhmədova
- 2003 — Şüşə oyuncaqlar
- 2005 — Nur payı
- 2006 — Qamış şəhərin yuxuları
- 2006 — Mən kitabımı başlayıram
- 2007 — Qaşqayın son proqnozu
- 2008 — Стеклянные игрушки
- 2008 — 40-я дверь
- 2014 — Набат
- 2017 — Türkiyə mənim də vətənim
- 2021 — Марьям